# Pedionis rufoscutellata
Pedionis rufoscutellata är en insektsart som beskrevs av Huang och Viaktamath 1993. Pedionis rufoscutellata ingår i släktet Pedionis och familjen dvärgstritar. Inga underarter finns listade i Catalogue of Life.